# Lista de títulos e honrarias de Carlos III do Reino Unido
Carlos III (14 de novembro de 1948) recebeu numerosos títulos e distinções honorárias enquanto filho e herdeiro aparente de Isabel II do Reino Unido. Todos estes títulos são listados neste artigo. Quando há citação de duas datas, a primeira indica a data de recebimento do título ou prêmio e a segunda indica a eventual data de renúncia ou desuso da honraria.

## Títulos reais e tratamento
- 14 de novembro de 1948 – 6 de fevereiro de 1952: Sua Alteza Real, o Príncipe Carlos de Edimburgo
- 6 de fevereiro de 1952 – 8 de setembro de 2022: Sua Alteza Real, o Duque da Cornualha
  - 6 de fevereiro de 1952 – 8 de setembro de 2022: Sua Alteza Real, o Duque de Rothesay
- 26 de julho de 1958 – 8 de setembro de 2022: Sua Alteza Real, o Príncipe de Gales
- 8 de setembro de 2022 - presente: Sua Majestade, o Rei

Como o filho mais velho da monarca reinante, Carlos assumiu os títulos de Duque da Cornualha, Duque de Rothesay, Conde de Carrick, Barão de Renfrew, Senhor das Ilhas, e Príncipe e Grande Regente da Escócia imediatamente após a ascensão de sua mãe como Isabel II. Em 2021, devido à morte de seu pai Filipe, Carlos herdou os títulos de Duque de Edimburgo, Conde de Merioneth e Barão Greenwich. Após sua ascensão como soberano britânico em 8 de setembro de 2022, o título de Príncipe de Gales e todos os demais títulos mencionados antes foram absorvidos pela Coroa.

### Título integral
O título real integral de Carlos III lê-se: Sua Majestade Carlos III, pela graça de Deus, do Reino Unido da Grã-Bretanha e Irlanda do Norte e de Outros Reinos e Territórios, Rei, Chefe da Comunidade das Nações, Defensor da Fé.

### Nome régio
Em um anúncio após a morte de Isabel II, a Primeira-ministra Liz Truss referiu-se a Carlos como "Rei Carlos III" ("King Charles III"), sendo esta a primeira menção oficial do nome régio. Pouco depois, a Clarence House confirmou que o novo monarca usaria o nome régio "Carlos III do Reino Unido" (seguindo a linha cronológica de Carlos I e Carlos II de Inglaterra).
Antes de sua eventual sucessão ao trono britânico, no entanto, havia especulações de que Carlos optasse por um nome diferente devido à associação cultural negativa a estes dois monarcas históricos; Carlos I foi decapitado em 1649 e Carlos II reinou durante o Grande Incêndio de Londres. O nome "Carlos III" também está associado ao pretendente jacobita Carlos Eduardo Stuart que reivindicou o trono com esse nome no século XVIII. O nome régio alternativo mais discutido era "Jorge VII" que seria em homenagem ao avô materno. Entretanto, enquanto Príncipe de Gales, Carlos se negou continuamente a discutir publicamente os rumores de seu futuro nome régio.

### Títulos não-oficiais
Canadá
 Alberta
- 1977 -:

Em Blackfoot: Mekaisto
Em Inglês: Red Crow
 Manitoba
- 1986 -: Leading Star[8]

 Nunavut
- 1976 -:

Em Inuctitute: Attaniout Ikeneego
Em Inglês: The Son of the Big Boss (traduzido livremente para herdeiro aparente)

## Honrarias

### Honrarias daCommonwealth
Em 20 de abril de 2018, os Chefes de governo da Commonwealth concordaram que Carlos suceda sua mãe como Chefe da Comunidade Britânica.
| Reino              | Data | Grau                               | Condecoração                                       |
| ------------------ | ---- | ---------------------------------- | -------------------------------------------------- |
| Inglaterra e Gales | 1958 | Real Cavaleiro                     | Nobilíssima Ordem da Jarreteira                    |
| Reino Unido        | 1973 | Ajudante de Campo de Sua Majestade | Ajudante de Campo de Sua Majestade                 |
| Reino Unido        | 1974 | Cavaleiro Grã-Cruz                 | Honorabilíssima Ordem do Banho                     |
| Escócia            | 1977 | Extra-Cavaleiro                    | Antiquíssima e Nobilíssima Ordem do Cardo-Selvagem |
| Austrália          | 1981 | Cavaleiro                          | Ordem da Austrália                                 |
| Nova Zelândia      | 1983 | Extra-Companheiro                  | Ordem de Serviço da Rainha                         |
| Saskatchewan       | 2001 | Membro                             | Ordem do Mérito de Saskatchewan                    |
| Commonwealth       | 2002 | Membro                             | Ordem do Mérito                                    |
| Papua-Nova Guiné   | 2012 | Grande Companheiro                 | Ordem de Logohu                                    |
| Canadá             | 2014 | Membro                             | Conselho Privado para o Canadá                     |
| Canadá             | 2017 | Extra-Companheiro                  | Ordem do Canadá                                    |
| Canadá             | 2022 | Comandante Extraordinário          | Ordem do Mérito Militar                            |

### Honrarias estrangeiras
| País           | Data | Grau                        | Condecoração                                                 |
| -------------- | ---- | --------------------------- | ------------------------------------------------------------ |
| Arábia Saudita | 1987 | Primeira Classe             | Ordem do Rei Abdalazize                                      |
| Barém          | 1986 | Primeira Classe             | Ordem de Isa bin Sulman al-Khalifa                           |
| Brasil         | 1978 | Grã-Cruz                    | Ordem Nacional do Cruzeiro do Sul                            |
| Dinamarca      | 1974 | Cavaleiro                   | Ordem do Elefante                                            |
| Espanha        | 1986 | Cavaleiro Grã-Cruz          | Ordem de Carlos III                                          |
| Finlândia      | 1969 | Comandante Grã-Cruz         | Ordem da Rosa Branca da Finlândia                            |
| França         | 1984 | Grã-Cruz                    | Ordem Nacional da Legião de Honra                            |
| França         | 2017 | Comandante                  | Ordem do Mérito Agrícola                                     |
| Japão          | 1971 | Grande Colar                | Suprema Ordem do Crisântemo                                  |
| Luxemburgo     | 1972 | Grã-Cruz                    | Ordem da Coroa de Carvalho                                   |
| México         | 2015 | Faixa em Categoria Especial | Ordem da Águia Asteca                                        |
| Nepal          | 1975 | Cavaleiro                   | Mais Gloriosa Ordem de Ojaswi Rajanya                        |
| Países Baixos  | 1972 | Grã-Cruz                    | Ordem da Coroa                                               |
| Países Baixos  | 1982 | Grã-Cruz                    | Ordem de Orange-Nassau                                       |
| Portugal       | 1993 | Grã-Cruz                    | Ordem Militar de Avis                                        |
| Portugal       | 2023 | Grande-Colar                | Ordem Militar da Torre e Espada, do Valor, Lealdade e Mérito |
| Roménia        | 2017 | Grã-Cruz                    | Ordem da Estrela da Romênia                                  |
| Suécia         | 1975 | Cavaleiro                   | Ordem do Serafim                                             |

## Disposição de ordens, condecorações e medalhas
Carlos III ostenta suas respectivas ordens, condecorações e medalhas em seus uniformes na seguinte disposição:
|  |  |  |  |
|  |  |  |  |
|  |  |  |  |
|  |  |  |  |

|                                                              | Grão-Mestre e Cavaleiro-Mor da Honorabilíssima Ordem do Banho | Ordem de Mérito                                    | Cavaleiro da Ordem da Austrália                   |
| Ordem do Serviço da Rainha                                   | Ordem do Canadá                                               | Ordem do Mérito Militar                            | Medalha de Coroação da Rainha Isabel II           |
| Medalha do Jubileu de Prata da Rainha Isabel II              | Medalha do Jubileu de Ouro da Rainha Isabel II                | Medalha do Jubileu de Diamante da Rainha Isabel II | Medalha do Jubileu de Platina da Rainha Isabel II |
| Medalha de Longo Serviço Naval e Boa Conduta com três barras | Condecoração das Forças Canadenses com três barras            | Medalha Comemorativa da Nova Zelândia 1990         | Prêmio da Força de Defesa da Nova Zelândia        |

A respeito de medalhas, Carlos III normalmente ostenta as estrelas do peito da Ordem da Jarreteira, do Cardo Selvagem e do Banho. Quando apenas uma deve ser usada, Carlos III exibe a estrela da Ordem da Jarreteira ou a estrela da Ordem do Cardo Selvagem (somente na Escócia). As honras estrangeiras são usadas de acordo com os costumes e tradições britânicas, quando aplicáveis.

## Titulações acadêmicas
| País       | Data | Instituição                   | Título            |
| ---------- | ---- | ----------------------------- | ----------------- |
| Canadá     | 1983 | Universidade de Alberta       | Doutor em Direito |
| Canadá     | 1991 | Universidade Queen's          | Doutor em Direito |
| Escócia    | 2001 | Universidade de Glasgow       | Doutor em Direito |
| Escócia    | 2004 | Conservatório Real da Escócia | Doutor            |
| Inglaterra | 1981 | Royal College of Music        | Doutor em Música  |
| Inglaterra | 2007 | Universidade John Moores      | Membro Honorário  |
| Inglaterra | 2007 | Universidade de Chester       | Doutor em Letras  |

## Epônimos honoríficos
Localizações geográficas
- Território Antártico Australiano: Montanhas Príncipe Charles
- Território Antártico Britânico: Estreito do Príncipe Charles

Edifícios
- Austrália: The Prince Charles Hospital, Brisbane
- Fiji: Prince Charles Park, Nadi
- Hong Kong: Prince of Wales Hospital, Sha Tin

Premiações
- Prêmio Príncipe de Gales para a Liderança do Patrimônio Municipal

Espécies
- Equador: Hyloscirtus princecharlesi ou "Sapo Príncipe Charles"[21]

## Heráldica

### Armas
Soberano do Reino Unido
Em 8 de setembro de 2022, Carlos ascendeu ao trono do Reino Unido como Carlos III e herdou o Brasão Real e o Real Escudo de Armas do Canadá que estiveram em posse de sua mãe e antecessora, Isabel II, de 1952 a 2022.
| Real Brasão de Armas do Reino Unido | Real Brasão de Armas do Reino Unido (na Escócia) |

Príncipe de Gales
| Armas de Carlos, Príncipe de Gales | Armas de Carlos, Príncipe de Gales |
| ---------------------------------- | --- |
|                                    | Notas O Brasão do Príncipe de Gales, usado fora da Escócia, é o brasão real do Reino Unido com a adição de um lambel de três pontas e um escudo com as Armas de Gales. Para as armas do Duque de Rothesay na Escócia, veja Brasão Real da Escócia. Elmo Sobre o elmo real, um Leão guardant em or coroado com a coroa do Príncipe de Gales. Escudo Esquartelado em gules, três leões passant guardant em pala, or e azure. Suportes Um leão rampart guardant dextro coroado e um unicórnio crinado em argent coroado em or. Composto de cruzes páteas e flores-de-lis, uma corrente dourada entrelaçando as patas dianteiras e refletida sobre as costas também em or. Lema ICH DIEN ("EU SIRVO", em alemão) Condecorações Barreta da Ordem da Jarreteira: Honi soit qui mal y pense ("Envergonhe-se quem nisto vê malícia") Demais elementos Conjunto diferenciado por um escudo clássico simples de três pontas em argent, designando o filho mais velho do Soberano. Simbolismo Tal como procede-se com as Armas Reais do Reino Unido, o primeiro e quarto quartos são as Armas da Inglaterra, o segundo da Escócia e o terceiro da Irlanda do Norte. |